# Ammophila mcclayi
Ammophila mcclayi är en biart som beskrevs av Menke 1964. Ammophila mcclayi ingår i släktet Ammophila och familjen grävsteklar. Inga underarter finns listade i Catalogue of Life.